# كوكب أبو الهيجاء
كوكب أبو الهيجاء هي قرية عربية في منطقة الجليل، وتقع إداريًا في المنطقة الشمالية شمال إسرائيل، يبلغ عدد سكانها ما يزيد عن ثلاثة آلاف و700 نسمة، (3,750 نسمة بالتحديد) بحسب إحصائيات عام 2017.

 وفي عام 2021 بلغ عدد السكان 3,724 نسمة. منهم 1860 رجل، و1864 امرأة. وجميع سكانها عرب مسلمين.
```
تطل قرية كوكب أبو الهيجاء من الجهة الغربية نحو 
حيفا
 وخليجها وحتى 
عكا
 ورأس الناقورة وجنوباً نحو 
الناصرة
 وجبالها وقراها، وشرقا نحو سلسلة جبال يودفات (جفات). كانت كوكب أبو الهيجاء تاريخياً واقعة تحت سيطرة عائلة أبو الهيجاء.
[
6
]
```

وتبلغ مساحتها 2,72 كم مربع.
أما عدد المدارس في كوكب ابو الهيجا عام 2021 هو ثلاثة مدارس، منها مدرسة ابتدائية، ومدرسة اعدادية، ومدرسة ثانوية.
```
كما وعدد الصفوف الكلي في المدارس هو 41 صف، منهم 18 صف في المدرسة الابتدائية، و11 صف في المدرسة الاعدادية، و12 صف في المدرسة الثانوية.
[
5
]
 وعدد الطلاب الكلي في المدارس هو 1,072 طالب، منهم 462 طالب في المدرسة الابتدائية، و295 طالب في المدرسة الاعدادية، و315 طالب في المدرسة الثانوية.
[
5
]
 وبلغت نسبة المؤهلين للحصول على شهادة البجروت بين طلاب الصف الثاني عشر  في عام 
2021
 هو 96,3%.
```

وكان متوسط الراتب الشهري للسكان في نهاية عام 2021 هو 7،426 شيكل، 
حيث يبلغ متوسط الراتب الشهري للعاملين الرجال هو 8،776 شيكل، وللعاملات النساء هو 5،912 شيكل.
كما وعدد اعضاء المرشحين في انتخابات السلطات المحلية في عام 2018 هو 9 عضو، وبلغت نسبة التصويت 90,1%.
معالم
مواقع مقدسة